# Лукова (Підкарпатське воєводство)
Лукова (пол. Łukowa) — село в Польщі, у гміні Нова Сажина Лежайського повіту Підкарпатського воєводства.
Населення — 643 особи (2011).

## Історія
Село відоме з другої половини XVII ст.
Наприкінці XIX ст. на південній околиці села закладена німецька колонія Гіршбах (нім. Hirschbach), пізніше заселена переважно поляками і перейменована на Баранівку.
В 1831 р. у селі налічувався 71 греко-католик парафії Лежайськ Канчуцького деканату Перемишльської єпархії, у 1869 р. — 95, у 1900 р. — 126, у 1910 р. — 137.
У 1880 р. село належало до Ланьцутського повіту, у селі проживав 361 мешканець, з них 186 римо-католиків, 86 греко-католиків і 89 євангелістів.
У 1921 р. в селі проживало 363 мешканці, з них 278 римо-католиків, 76 греко-католиків і 9 юдеїв. У міжвоєнний період українська громада була згуртованою, діяла читальня товариства «Просвіта». Українці-грекокатолики належали до парафії Курилівка Каньчуцького деканату (з 1920 р. — Лежайського) Перемишльської єпархії.
У 1939 році в Луковій проживало 470 мешканців, з них 70 українців-грекокатоликів, 390 поляків і 10 євреїв. Село входило до ґміни Єльна Ланьцутського повіту Львівського воєводства.

## Демографія
Демографічна структура станом на 31 березня 2011 року:
|          | Загалом | Допрацездатний вік | Працездатний вік | Постпрацездатний вік |
| -------- | ------- | ------------------ | ---------------- | -------------------- |
| Чоловіки | 334     | 72                 | 234              | 28                   |
| Жінки    | 309     | 71                 | 192              | 46                   |
| Разом    | 643     | 143                | 426              | 74                   |